# Зенітний кут
Зені́тний ку́т (рос. зенитный угол, англ. zenithal angle, нім. Zenitwinkel m) — кут між вертикальною лінією і напрямом лінії візування на ціль. 
Між зенітним кутом (Z) та кутом нахилу лінії візування (δ) існує співвідношення Z=90°-δ.